# Wai-iti (rivière)
La rivière  Wai-iti (en anglais : Wai-iti River) est un cours d’eau situé dans le nord de l’île du Sud de la  Nouvelle-Zélande.

## Géographie
Elles s’écoule vers le nord sur 45 km avant se combiner avec les eaux de la rivière Wairoa pour former les eaux du fleuve Waimea. Celles ci s’écoulent dans l’extrémité sud de la baie de Tasman près de la ville de  Richmond.